# Anna Johnson Ryndová
Anna Johnson Ryndová (28. srpna 1977) je česká filmová střihačka. Opakovaně spolupracuje s režiséry Martinem Ryšavým a Radimem Špačkem.

## Život
Narodila se 28. srpna v roce 1977. Roku 2002 vystudovala obor filmová a televizní střihová skladba na Filmové a televizní fakultě Akademie múzických umění v Praze.

## Tvorba
V českém filmovém průmyslu působí od roku 1997. Její začátky jsou spojeny s krátkometrážními filmy. V počátcích své kariéry u filmu působila jako skriptka, klapka a asistentka střihu i režie.
V roce 2011 byla nominována na Českého lva za práci na střihu historického dramatu Radima Špačka Pouta (2010). O rok později získala nominaci na slovenské ocenění Slnko v sieti za střih filmu Dům (2011). V roce 2018 byla podruhé nominována na Českého lva za nejlepší střih za snímek Zlatý podraz (2018). Střihačsky spolupracovala na serálu Radima Špačka a Marka Najbrta Svět pod hlavou (2017), který získal Českého lva za Nejlepší televizní seriál.
Mezi její další projekty patří Poslední závod (2022), Stockholmský syndrom (2020), Zlatý podraz (2018) a seriály Podezření (2022), Případy 1. oddělení (2014–2022) a Stíny v mlze (2022).
V letech 2012–2015 zastávala pozici lektorky filmových studií na americké Lawrence University v Appletonu. Mnoho filmů, na kterých se podílela, se prezentovalo na mezinárodních festivalech, jako například Berlinale, International Documentary Filmfestival Amsterdam či Visions du Réel. Od roku 2017 je také porotkyní festivalu dětských filmů Pražský filmový Kufr.

## Filmografie

### Střih (výběr)
- Promítač, který vyhrál válku (1997)
- Medvědí ostrovy (2010)
- Pouta (2010)
- Dům (2011)
- Slepý Gulliver (2016)
- Zlatý podraz (2018)
- Neklidná hranice (2018)

- Stockholmský syndrom (2020)
- Poslední závod (2022)